# Národní demokraté
Národní demokraté (ND) (švédsky: Nationaldemokraterna) je švédská nacionalistická politická strana, která vznikla v říjnu 2001.
V roce 2006 ve všeobecných volbách strana získala 3.064 hlasů (0,06%), což je hluboko pod čtyřprocentní hranicí nezbytnou pro parlamentní zastoupení, nicméně v současné době má zastoupení ve dvou obcích na jih od Stockholmu.[zdroj?]

## Hlavní zásady programu
- Zachování etnické švédské většiny.
- Přistěhovalectví by mělo být dáno na zlomek své současné úrovně.
- Kultura by měla být tradičně švédská. Zahraniční kulturní vlivy by měly být omezeny. Národní demokraté obhajují zákaz mešit.
- Stop imigraci lidí do Švédska ze zemí mimo západní svět.
- Vystoupení z Evropské unie.

Strana kritizuje nadnárodní korporace – Shell a McDonald's. Strana je kritická vůči zahraniční politice Spojených států a NATO. Strana vyzývá k boji proti imperialistické okupaci Srbska, Palestiny, Iráku a Afghánistánu.

## Předsedové strany
- Anders Steen: 2001- 2004
- Thomas Johansson: 2004- 2005
- Nils-Eric Hennix: 2005- 2006
- Marc Abramsson: od 2006

## Volby

### Parlamentní volby
| Volební rok | Počet hlasů | Hlasy v % | + / –   | Počet mandátů |
| ----------- | ----------- | --------- | ------- | ------------- |
| 2002        | 9 248       | 0,17%     | ▲ +0,17 | 0             |
| 2006        | 3 064       | 0,06%     | ▼ -0,11 | 0             |
| 2010        | 1 141       | 0,02%     | ▼ -0,04 | 0             |

### Evropské volby
| Volební rok | Počet hlasů | Hlasy v % | + / –   | Počet mandátů |
| ----------- | ----------- | --------- | ------- | ------------- |
| 2004        | 7 209       | 0,29%     | ▲ +0,3  | 0             |
| 2009        | 1 329       | 0,04%     | ▼ -0,25 | 0             |

## Kontroverze
Předseda strany Marc Abramsson je odsouzen ke čtyřem měsícům vězení za násilné nepokoje v souvislosti s útokem na homosexuální průvod.